# هنري جي. سيدجويك
هنري جي. سيدجويك هو سياسي أمريكي، ولد في 5 يونيو 1812، وتوفي في 14 يونيو 1868. نشط حزبياً في الحزب الديمقراطي. وقد انتخب عضو مجلس ولاية نيويورك ‏.